# Alluaudomyia fuscitarsis
Alluaudomyia fuscitarsis är en tvåvingeart som beskrevs av Chaudhuri, Guha och Gupta 1981. Alluaudomyia fuscitarsis ingår i släktet Alluaudomyia och familjen svidknott. Inga underarter finns listade i Catalogue of Life.